# Jamagne (Marchin)
Jamagne est un hameau de la commune belge de Marchin situé en Région wallonne dans la province de Liège.

## Situation et description
Ce hameau condrusien se situe sur la rive gauche du Triffoy. Il est principalement composé de fermes et fermettes bâties en pierre calcaire donnant une belle harmonie à cette petite localité rurale.

## Patrimoine
La ferme Benoît, fortifiée, compte encore une tour circulaire sur les quatre initialement construites.
La ferme Servotte ou ferme Demoulin a la particularité d'avoir intégré à sa construction une ancienne chapelle de style roman qui remonterait au Xe siècle. Cette chapelle était dédiée à Saint Nicolas. Elle comprend une seule nef et un chœur plus étroit et plus bas. Elle servit de lieu de culte jusqu'en 1797 et remplit aujourd'hui la fonction d'étable au sein de l'exploitation agricole.